# Numero adimensionale
In matematica applicata alle scienze, un numero adimensionale, o numero puro, o gruppo adimensionale, è una quantità esprimibile come un numero senza alcuna unità di misura. 
La materia che studia come ridurre il numero di costanti e dimensioni di un problema è l'analisi dimensionale. La prima apparizione scritta del termine in italiano risale al 1914.

## Definizione
Tale gruppo viene generalmente definito come prodotto o rapporto di quantità dimensionali di riferimento, in modo tale che il risultato sia privo di dimensione; la scelta delle grandezze di riferimento è fondamentale, giacché una scelta arbitraria porterebbe a un risultato puramente formale. Operando opportunamente, si ottengono numeri adimensionali che sono, in generale, il rapporto tra forze che intervengono nel fenomeno e che, dunque, assumono un significato fisico ben preciso.

## Uso
I gruppi adimensionali sono utilizzati in tutti campi della scienza e della tecnica per interpretare una grande quantità di fenomeni fisici e per stabilire, sotto opportune condizioni, quali fenomeni, seppur presenti, possano essere trascurati o meno.
Il teorema di Buckingham (vedi anche analisi dimensionale) permette di ricavare il numero di gruppi adimensionali indipendenti sufficienti a esprimere le relazioni che descrivono un qualsiasi fenomeno fisico.
Due diversi fenomeni che condividono lo stesso valore dei gruppi adimensionali più importanti possono essere studiati in similitudine; ciò può permettere, ad esempio, di studiare in maniera simile problemi che abbiano scale di lunghezza diverse (in genere il modello è in scala più piccola del prototipo), come avviene nella sperimentazione legata a molti problemi della fluidodinamica.

## Lista di gruppi adimensionali
Il numero di gruppi adimensionali possibili è potenzialmente infinito. A molti di questi è stato dato un nome per la loro importanza in diverse situazioni fisiche.
- apertura numerica: ottica
- Coefficiente: in matematica
  - coefficiente di attrito: fluidodinamica dei flussi interni
  - coefficiente di portanza aerodinamica: portanza aerodinamica su un profilo alare a un dato angolo d'attacco
  - coefficiente di pressione: aerodinamica
  - coefficiente di resistenza aerodinamica: resistenza aerodinamica su un profilo alare ad un dato angolo d'attacco
- numero di Abbe: ottica
- numero di Archimede: moto di fluidi a differente densità
- numero di Biot: trasmissione del calore per conduzione
- numero di Bodenstein: residence-time distribution
- numero di Crocco: fluidodinamica
- numero di Damköhler: chimica
- numero di Deborah: reologia
- numero di Eckert: trasmissione del calore per convezione
- numero di Ekman: geofisica
- numero di Eulero: caratterizzazione degli effetti di pressione in idrodinamica
- numero di Froude: caratterizzazione degli effetti d'onda superficiale in idrodinamica
- numero di Grashof: trasmissione del calore per convezione naturale
- numero di Hagen: trasmissione del calore in flussi forzati
- numero di Knudsen: ipotesi del continuo nei fluidi
- numero di Laplace: caratterizzazione di flussi bifase
- numero di Lewis: rapporto fra diffusività termica e diffusività di materia
- numero di Mach: caratterizzazione della propagazione d'onda in fluidodinamica
- numero di Marangoni: teoria delle bolle, trasferimento di massa lungo un'interfaccia a causa di un gradiente di tensione superficiale
- numero di Nusselt: trasmissione del calore per convezione forzata
- numero di Ohnesorge: atomizzazione di liquidi
- numero di Ostrogradsky
- numero di Péclet: trasmissione del calore per convezione forzata
- numero di Poisson: caratterizza le deformazioni di corpi sottoposti a trazione
- numero di Prandtl: fluidodinamica
- numero di Rayleigh: trasmissione del calore per convezione
- numero di Reynolds: caratterizzazione dei flussi laminari e turbolenti
- numero di Richardson: importanza dell'effetto gravitazionale nel moto dei fluidi
- numero di Rossby: geofisica
- numero di Ruark: meccanica dei fluidi
- Numero di Schmidt: caratterizza gli scambi di materia
- numero di Shapiro: caratterizzazione della propagazione d'onda in condotti collassabili
- numero di Sherwood: trasferimento di materia per convezione forzata
- numero di Stanton: trasmissione del calore per convezione forzata
- numero di Stokes: caratterizza il comportamento delle particelle sospese in un flusso fluido
- numero di Strouhal: caratterizzazione della non stazionarietà dei flussi in fluidodinamica
- numero di Weber: fluidodinamica di flussi multifase
- numero di Weissenberg: flussi viscoelastici
- radiante: geometria, matematica
- scala Rockwell: durezza meccanica